# Woonwijk

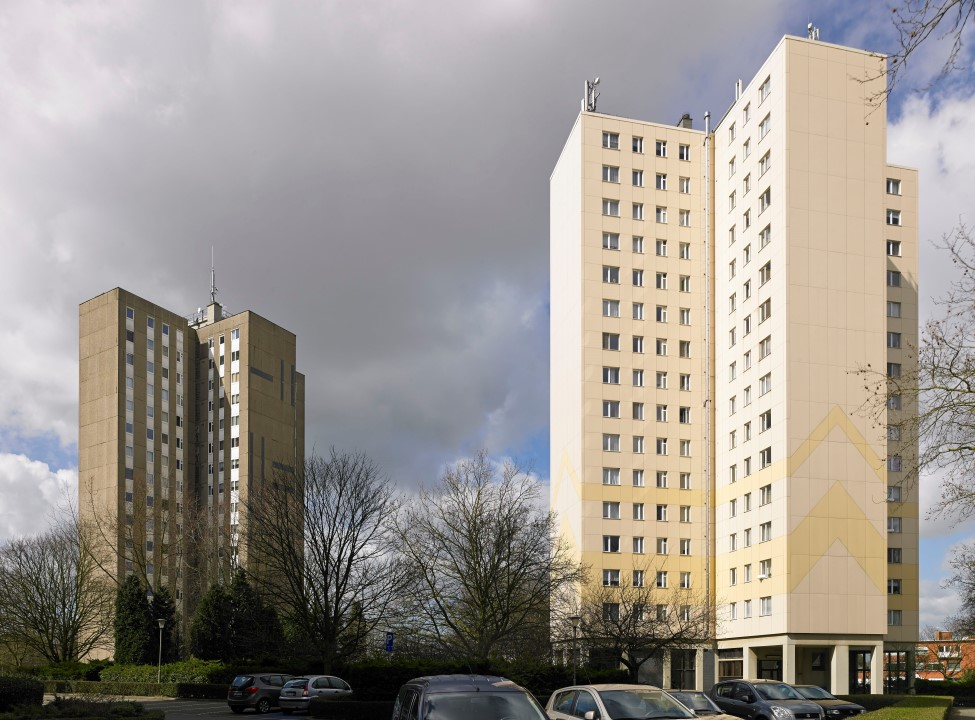
Woonwijk Vinkevelden in Antwerpen

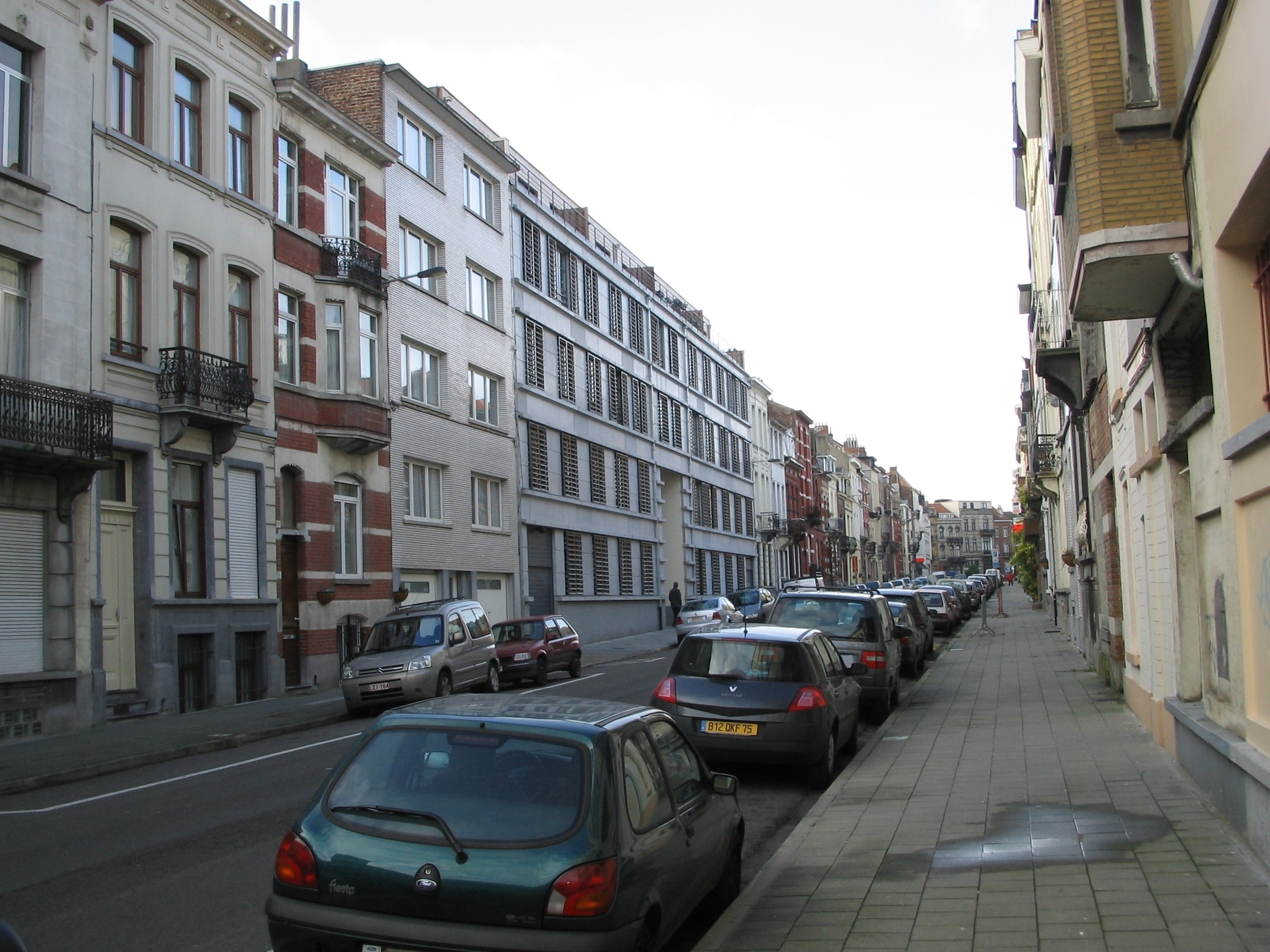
Woonstraat in Koekelberg, Brussels Hoofdstedelijk Gewest (Boogschuttersstraat)

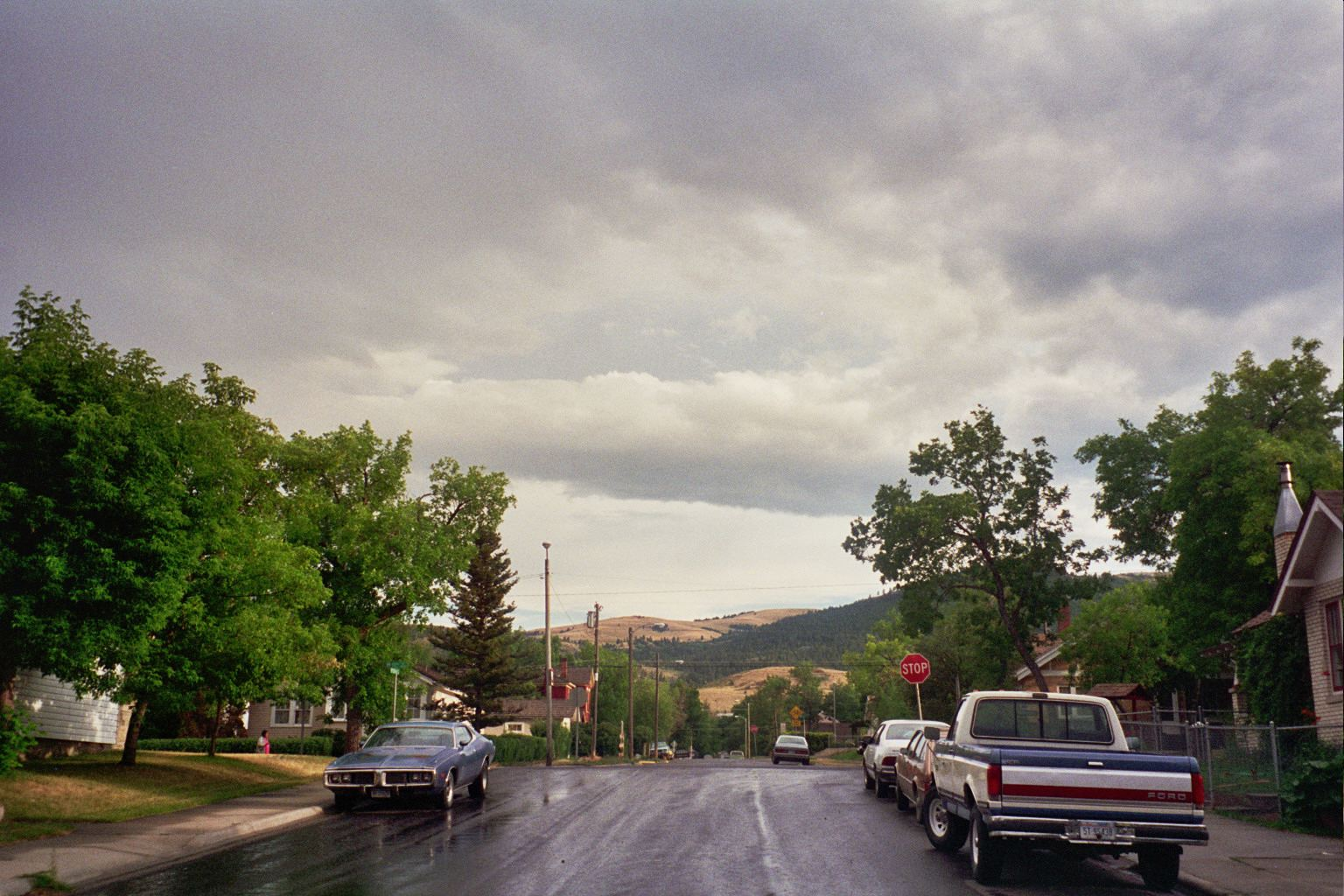
Woonwijk in Helena, Montana

Een woonwijk is een gebied (wijk) in een gemeente waar voornamelijk woningen staan. Een wijk kan zijn onderverdeeld in buurten. Oude stadswijken zijn soms voormalige zelfstandige gemeenten, die zijn geannexeerd door een grotere buurgemeente. Een woonwijk wordt tegenwoordig meestal integraal ontworpen door een stedenbouwkundige.

## Wijknamen
Een wijk heeft meestal een wijknaam. Dit kan een oude historische naam zijn, maar bij veel wijken ook een fantasienaam, die bijvoorbeeld bij het thema van de straatnamen past. Zo dankt de Staatsliedenbuurt in Amsterdam zijn naam niet aan staatslieden die er gewoond hebben, maar aan de straten die naar staatslieden zijn genoemd.
Wijken worden soms aangeduid als 'dorp'. Een vroegere annexatie kan daaraan ten grondslag liggen, bijvoorbeeld Ginneken-dorp, of het betreft een speciaal gebouwde wijk met een bepaalde stijl, bijvoorbeeld Betondorp in Amsterdam, of een wijk (destijds) bestemd voor werknemers van een bepaalde fabriek, bijvoorbeeld Heveadorp in de gemeente Renkum of Batadorp in de gemeente Best. Ook komt de aanduiding tuindorp voor.

## Wijktafel
Een wijktafel is een overleg tussen wijkbewoners, gemeente, politieen betrokken organisaties, waarbij onderwerpen aan bod komen die de wijk betreffen.

## Soorten wijken
Er bestaan verschillende soorten woonwijken:
Ingedeeld naar ouderdom
- Vooroorlogs
- Naoorlogs
- Nieuwbouw
  - Vinexwijk

Ingedeeld naar andere kenmerken
- Arbeiderswijk
- Gated community of hekwerkwijk
- Tuindorp
- Vogelaarwijk
- Villawijk
- Wijken of buurten worden vaak genoemd naar een etnische groepering die vooral de wijk bevolkt (migrantenwijk of etnische enclave), zoals
  - Chinatown, voor wijken met een Chinese bevolking.
  - Indische buurt, voor wijken met veel bewoners met een Indische achtergrond. De naam wordt in Nederland ook gebruikt voor wijken waarvan de straatnamen ontleend zijn aan geografische begrippen uit Nederlands-Indië.
  - Molukse wijk, wijk waar mensen afkomstig van de Molukken bijeen wonen.

## Anderstalige benamingen
- Borough, in Engeland en de VS
- Kiez, vooral rond Berlijn en in Noord-Duitsland
- Quartier, in het Frans